# Angola
Pour les articles homonymes, voir Angola (homonymie).
République d'Angola
(pt) República de Angola 
L’Angola (en forme longue : la république d'Angola ; en portugais : República de Angola) est un État du sud-ouest de l'Afrique, limitrophe de la république démocratique du Congo au nord et au nord-est, de la république du Congo au nord-ouest (par l'enclave du Cabinda), de la Zambie à l'est-sud-est et de la Namibie au sud.
Le territoire est colonisé par le Portugal en 1575 et gouverné alternativement, au cours de quatre siècles, comme colonie, province ultramarine et État de l'Empire colonial portugais. En 1961 éclate une guerre d'indépendance, qui oppose la puissance coloniale à plusieurs groupes armés anticolonialistes. Le pays obtient son indépendance en 1975, en tant que république communiste à parti unique sous l'égide du Mouvement populaire de libération de l'Angola (MPLA). Une guerre civile éclate immédiatement après, comme partie de la guerre froide, entre le gouvernement du MPLA et les autres groupes armés rivaux de la guerre d'indépendance, notamment l'Union nationale pour l'indépendance totale de l'Angola (UNITA). Bien que le multipartisme ait été instauré en 1992 et que la guerre civile se soit terminée en 2002, le MPLA reste toujours le parti dominant, malgré le changement de son idéologie du communisme au socialisme démocratique.
Le pays est un quadrilatère situé entre l’Afrique centrale francophone et l’Afrique australe anglophone. Il est le deuxième pays lusophone par son étendue et le deuxième par sa population. En tant qu'ancienne colonie portugaise, il est membre de la Communauté des pays de langue portugaise.

## Toponymie et anciens noms
Le nom Angola vient du portugais Angola, lui-même emprunt du mot kimbundu ngola, titre porté dès le XIVe siècle par le souverain du royaume Ndongo. Les colons portugais, alliés du Ngola dans la lutte contre des seigneurs locaux, nommèrent ce pays ainsi en son honneur.
Avant l'arrivée des Portugais en 1480, la contrée était appelée Ndongo. Elle avait porté auparavant le nom Ambonde, et ses habitants étaient appelés Ambonds (on trouve également les graphies Abondos ou Abundos).

## Histoire
La Côte d'Angole a été, avec la Côte de Guinée et le Mozambique, une des trois principales régions de départ du commerce triangulaire, qui emmenait des esclaves vers l'Amérique. Après des années de guérilla contre la métropole coloniale, l’Angola est devenu indépendant en 1975, comme État communiste appelé république populaire d'Angola. Le 11 novembre 1975, jour de l'indépendance, Agostinho Neto devient le premier chef de l'État. À sa mort en 1979, José Eduardo dos Santos prend le pouvoir, même si une guerre civile limite de fait son contrôle sur le pays.
Cette guerre civile va durer vingt-cinq ans. Les forces de l'UNITA — appuyée par l’Afrique du Sud (qui a tenu la Namibie jusqu'en 1989) et le Zaïre — et du FNLA (Front national de libération de l'Angola) affrontent le MPLA d'Agostinho Neto, soutenu par Cuba. Cette guerre, attisée par le contexte de la guerre froide et par les rivalités autour des ressources minières du pays, fait environ 1 million de morts et laisse des millions de mines anti-personnels, qui tuent encore.

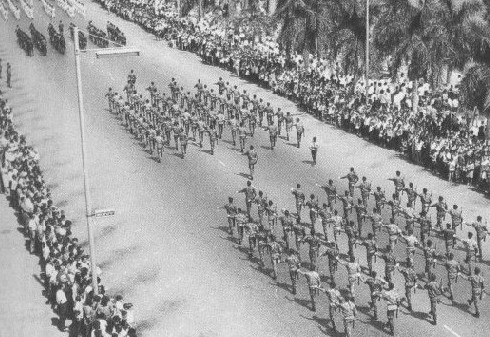
Défilé militaire de l'armée portugaise à Luanda, durant la guerre d'indépendance de l'Angola.

Après le cessez-le-feu de 1992, le MPLA remporte toutes les élections ; Dos Santos reste ainsi président de l'Angola sans discontinuer pendant 38 ans. Les identités sociales ethniques se maintiennent, mais, depuis la paix, un sentiment national s'est développé.
Des élections générales se tiennent le 23 août 2017. Ces élections se déroulent dans le contexte de l'annonce par le président lui-même de sa renonciation au pouvoir. La victoire du MPLA lors de ces élections amène à la présidence son successeur désigné, João Lourenço, en septembre de la même année,.
En septembre 2018, le président de la République João Lourenço est élu chef du parti MPLA, à la suite de la décision de José Eduardo dos Santos de prendre sa retraite.

## Politique
Depuis l'indépendance, c'est le Mouvement populaire de libération de l'Angola (MPLA) qui est au pouvoir. Les années de guerre civile, jusqu'au cessez-le-feu de 1992, n'ont pas été favorables à une ouverture du régime, appuyé par Cuba et par l'Union soviétique. Après la fin de cette guerre civile, mais aussi après l’effondrement du Bloc de l'Est (fin des années 1980 et début des années 1990) et celui, en 1991, du régime d’apartheid en Afrique du Sud (qui soutenait les opposants au MPLA), une évolution vers un régime un peu plus démocratique s'est amorcée. Les premières élections générales démocratiques et pluripartites ont eu lieu en Angola les 29 et 30 septembre 1992. José Eduardo dos Santos et le MPLA, de même qu'Isaías Samakuva, successeur de Jonas Savimbi à la tête de l’UNITA, ont renoncé à la lutte armée et se montrent désormais favorables à un processus démocratique. Aux élections de 2017, les deux principaux partis dans l'opposition, l’Union nationale pour l'indépendance totale de l'Angola (Unita) et la CASA-CE, ont obtenu respectivement 24,04 % et 8,56 % des voix exprimées. Le MPLA a récolté plus de 64 % des suffrages exprimés.
Pour autant, le maintien au pouvoir depuis 1975 de ce parti, la mainmise de son dirigeant sur le pays, son contrôle de la magistrature et de la presse, et les intimidations en direction des opposants limitent le fonctionnement démocratique. Les équipes dirigeantes contrôlent également les ressources naturelles du pays, notamment le pétrole, et les principales entreprises. Cette mainmise était le fait de José Eduardo dos Santos et de sa famille, notamment de sa fille Isabel dos Santos et de son frère José Filomena dos Santos. José Eduardo dos Santos « a franchi une ligne rouge au milieu des années 2000 lorsqu’il a substitué son clan « biologique », sa famille directe, au clan politique au sein duquel s’étaient jusque-là répartis des postes-clés de l’État et de l’économie ».
Depuis l'avènement de João Lourenço, le pouvoir du clan familial dos Santos est remis en cause. Un effort anti-corruption doit être mené, mais des caciques du parti MPLA tiennent encore l'essentiel des manettes,.

## Géographie

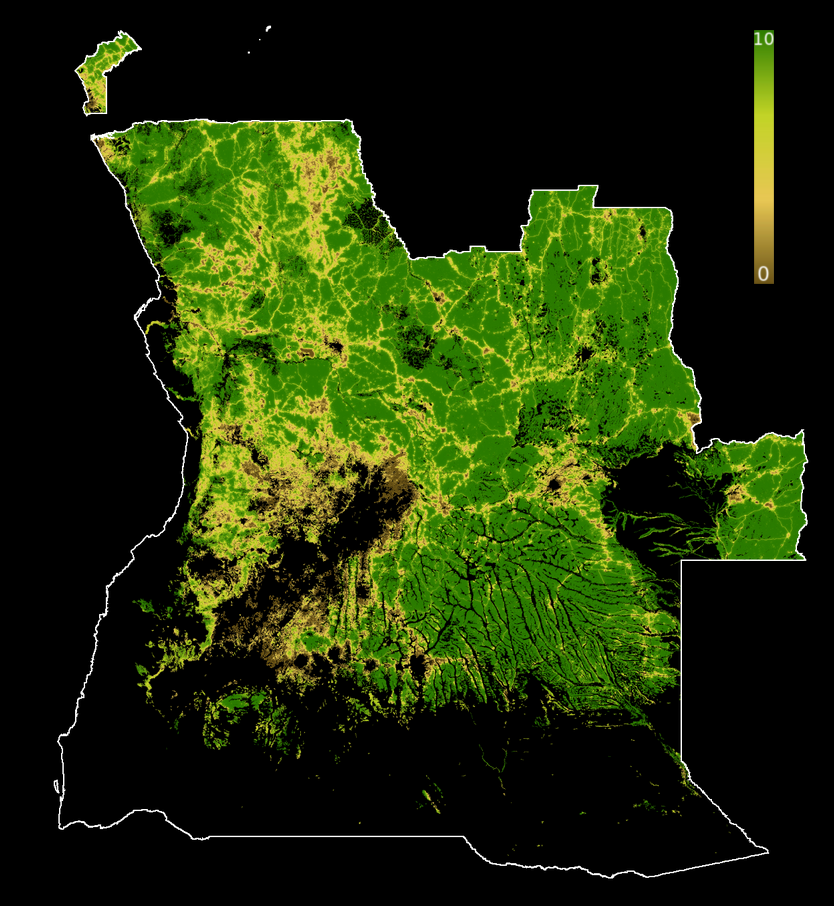
L'Angola avait un score moyen de l'Indice d'intégrité du paysage forestier 2019 de 8.35, le classant 23e sur 172 pays.

La superficie de l'Angola est de 1 246 700 km2. Sa densité de population est de 29 hab./km2. Ses frontières terrestres mesurent 5 198 km (celle avec la république démocratique du Congo mesure 2 511 km ; avec la Namibie, 1 376 km ; avec la Zambie, 1 110 km ; avec la république du Congo, 201 km – cette dernière borde l'enclave de Cabinda, séparée du reste du pays par le couloir de Moanda, à l'embouchure du fleuve Congo, où la république démocratique du Congo possède un accès maritime). Le littoral de l'Angola s'étend sur 1 600 km.

### Relief
Deux régions s’opposent sur le plan orographique. Un relief varié s’élève en gradins (revers de plateau) depuis la plaine côtière (200 km maximum de large) vers des plateaux et massifs intérieurs. Le point culminant, à 2 620 mètres, est le Môco. L’ensemble le plus massif est le plateau angolais qui déborde à l’est les frontières de l’État. L'altitude moyenne y est de 1 000 m. À l’est se trouve le bassin de très grands fleuves tributaires de l’océan Indien. Le plateau est situé directement sur le bouclier granitique qui contient très peu de structure sédimentaire.

### Climat
Situé entre le tropique du Capricorne et l’équateur, l'Angola est le pays africain le plus étendu au sud du Sahara après la République démocratique du Congo. L'Angola connaît de fortes variations de températures. Plus on avance vers le nord, plus les précipitations sont importantes. Au nord, le climat est tropical humide, avec une saison sèche qui s'étend de juin à septembre et au cours de laquelle le ciel est très voilé ; les Angolais parlent « d’hivernage ». Avec l'altitude, dans l'intérieur des terres, les températures sont différentes de celles de la côte, et sont différentes d'une région à une autre.
Plus on avance vers le Tropique du Capricorne, plus le climat est désertique ; le désert de Namibie est l’un des plus anciens et des plus secs au monde. Ce n’est pas un désert de sable mais d’ergs. L’orographie, ici le plateau de climat tempéré, modifie ces données. Le long de la côte passe le courant de Benguela. Depuis la côte Angola-Namibie, un brouillard se dessine au-dessus de la mer quand la plage elle-même est dégagée. La côte est ainsi très sèche. La présence du plateau suscite des précipitations au sud, dans la région de Huambo. Les plaines côtières sont relativement sèches et reçoivent annuellement environ 300 millimètres de précipitations. Le climat est particulièrement humide dans l’enclave équatoriale de Cabinda. Les plateaux reçoivent 1 000 à 1 800 millimètres par an.

## Subdivisions

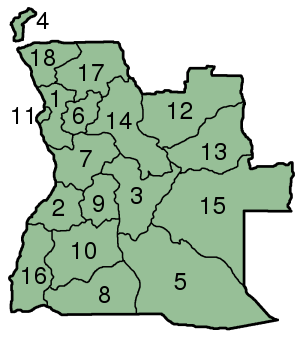
Carte des subdivisions numérotées de l'Angola.

Depuis 2024, le pays est divisé en vingt-et-une provinces.
1. Cabinda
2. Zaire
3. Uíge
4. Luanda
5. Bengo
6. Ícolo e Bengo
7. Cuanza-Nord
8. Malanje
9. Lunda-Nord
10. Lunda-Sud
11. Cuanza-Sud
12. Benguela
13. Huambo
14. Bié
15. Moxico
16. Moxico-Est
17. Namibe
18. Huila
19. Cunene
20. Cubango
21. Cuando

## Économie
La république d'Angola est un producteur de matières premières, notamment des hydrocarbures et des pierres précieuses.
Son PIB par habitant était de 3 514 dollars en 2016 selon le FMI. En 2024, l'Angola est classé en 133e position pour l'indice mondial de l'innovation.
Les années de fortes croissances économiques se sont aussi accompagnées d'un élargissement de la fracture sociale : « Entre 2003 et 2008, lorsque le produit intérieur brut (PIB) a progressé de 17 % en moyenne, les inégalités dans la distribution du revenu se sont accentuées avec l’accumulation de très grandes fortunes appartenant à une petite élite politique et entrepreneuriale. Il y a donc eu croissance sans développement », selon Alves Rocha, directeur du Centre d’études et investigation scientifique de l’université catholique de Luanda.
L'Angola est à la huitième place au palmarès des producteurs OPEP pendant la décennie 2010, derrière l'Arabie saoudite et l'Irak, l'Iran et les Émirats, mais aussi le Koweït, le Nigeria et le Venezuela. Il est le deuxième producteur africain après le Nigeria. Le pétrole fournit à l'État angolais 70 % de ses revenus.
Le marché noir est important et, en 2018, pourrait représenter 90 % de l’activité économique du pays.
Comme le reste de l’Afrique australe, le pays est exposé depuis plusieurs années à des épisodes de sécheresse qui affectent la production agricole et menacent la sécurité alimentaire des populations. Les petits éleveurs sont en outre chassés de leurs terres par les grands propriétaires et se retrouvent dans une situation de grande pauvreté, exposés à la faim et aux maladies (en étant souvent contraints de se nourrir de plantes sauvages).

## Démographie

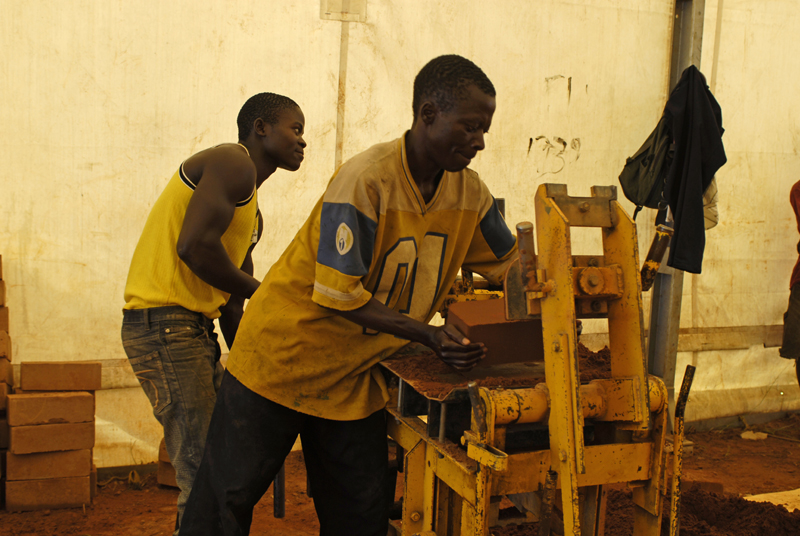
Centre de formation dans la province de Moxico.

Le dernier recensement du pays a eu lieu en mai 2014 (il n'y en avait pas eu depuis 1970). Les résultats définitifs ont été publiés en mars 2016. Selon ces données, la population de l'Angola est de 25 789 024 habitants, dont 12 499 041 hommes et 13 289 983 femmes, soit 100 femmes pour 94 hommes. Avec 6 945 386 habitants, on compte 26,9 % de la population du pays résidant dans la province de Luanda. En 2025, l’Angola a environ 39 millions d’habitants.
En 2014, toujours selon les résultats du recensement de mai 2014, la pyramide des âges comprend 47,2 % de 0-14 ans ; 50,3 % de 15-64 ans et 2,3 % de plus de 65 ans. 65 % de la population a moins de 24 ans.
Les groupes ethniques les plus importants sont les Ovimbundu (37 % de la population), les Ambundu (25 %) et les Bakongo (13 %). On compte également 2 % de métis, 258 920 Chinois (2012), et environ 200 000 Portugais (2013).

### Éducation
Une minorité importante de la population adulte est touchée par l'analphabétisme. Le recensement de mai 2014 annonce que 66 % des plus de 15 ans sait lire et écrire et que 48 % de la population de plus de 18 ans n'a aucun diplôme. 15 % du budget national, durant la période 1998-2007, est consacré à au secteur de l'Éducation. Le pays est confronté au défi de l'enseignement supérieur.

## Langues
La Constitution du 11 novembre 1975 a été révisée le 7 janvier 1978, le 11 août 1980, le 6 mars 1991 (loi de décembre 1991, pluralisme), le 26 août 1992 en juillet 1995 ainsi que le 1er janvier 2010. Jusqu'à la dernière version, les constitutions ne contenaient pas de disposition à caractère linguistique. Le portugais était la langue officielle de facto, puisqu’il n’était proclamé dans aucun texte juridique. Dans les lois ordinaires, quelques-unes contiennent une ou quelques rares dispositions d'ordre linguistique, que ce soit au sujet du portugais ou des langues nationales.
Dès la proclamation de l’indépendance, les dirigeants politiques angolais ont privilégié la langue qui leur paraissait la seule immédiatement disponible et opérationnelle : la langue du colonisateur, le portugais. Ce n'est qu'en 2010 que la Constitution du 21 janvier a inclus des dispositions d'ordre linguistique. En effet, l'article 19 de la Constitution proclame pour la première fois que le portugais est la langue officielle de la république d'Angola.
Selon les données du recensement de mai 2014, 71 % des Angolais utilisent le portugais comme première ou deuxième langue. Le portugais d'Angola est proche du portugais du Portugal, mais présente des caractéristiques propres aussi bien dans le vocabulaire et la syntaxe que dans la prononciation.

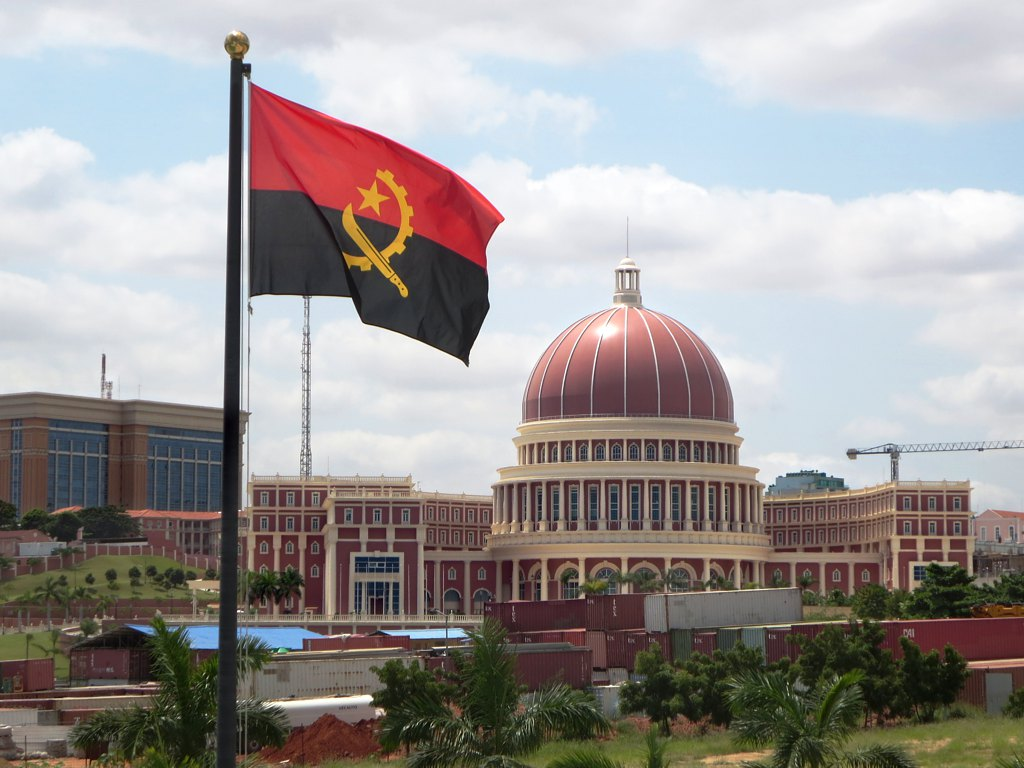
L'Assemblée nationale de l'Angola.

Six langues bantoues ont le statut de langue nationale : umbundu (23 %), kikongo (8 %), kimbundu (8 %), tchokwé (7 %), nganguela (3 %) et kwanyama (2 %),,. Au total, 38 langues bantoues sont parlées comme langue maternelle ou seconde langue par les Angolais,. Le lingala est aussi présent depuis les années 1970 avec les quelque 400 000 Angolais de l'ethnie kongo qui ont fui du nord-ouest de l'Angola à la suite de la répression coloniale, réponse à l'insurrection anti-coloniale de l'UPA, en 1961, et qui se sont installés en république démocratique du Congo (ancien Zaïre). Surtout dans la région de Kinshasa, ces Angolais ont très souvent abandonné leur langue d'origine, le kikongo, pour passer au lingala, et en retournant en Angola ils ont « importé » cette langue. Il y a déjà une génération d'enfants, et de jeunes de plus de 25 ans, qui sont nés lingalophones en Angola sans avoir jamais été au Zaïre ou au Congo.Dans le souci de pérenniser le patrimoine culturel et suivant les recommandations de l'UNESCO, le gouvernement angolais annonce l'insertion des langues nationales dans le système éducatif.

## Religions
La religion principale en Angola est le christianisme, dont près des trois-quarts de la population du pays sont adeptes. On dénombre environ 1 000 églises ou organisations / institutions religieuses officiellement reconnues. 41,1 % à 60 % de la population angolaise est constituée par les membres de l'Église catholique introduite par les Portugais dès le XVe siècle. Environ un quart appartient aux Églises protestantes fondées pendant la période coloniale, aux XIXe et XXe siècles, surtout à l'Église évangélique congrégationnelle, concentrée dans le Plateau Central et les villes côtières avoisinantes, à l'Église méthodiste dont le fief est une région allant de Luanda jusqu'à Malange, ainsi que l'Église baptiste au Nord-Ouest, mais aussi les Églises luthériennes et reformées,. À ces Églises chrétiennes « traditionnelles » s'ajoutent les adventistes, les néo-apostoliques mais à partir de l'indépendance, souvent sous influence brésilienne, surtout de nombreuses communautés pentecôtistes ou semblables (y compris les Témoins de Jéhovah), qui surgissent en général dans les grandes villes. Il y a encore deux Églises chrétiennes-syncrétiques, l'Église kimbanguiste dont le centre se trouve en république démocratique du Congo, et l'Église tocoïste que s'est formée en Angola, toutes les deux des créations datant du temps colonial. Une proportion faible de la population, certainement inférieure à 5 %, se dit croyante d'une religion « animiste », mais un certain nombre de chrétiens, plus spécialement en milieu rural, maintient des croyances et pratiques « traditionnelles ». La proportion des musulmans, tous sunnites, est inférieure à 1 %. Il s'agit principalement d'immigrés de l'Afrique de l'Ouest.

## Culture
| Date         | Nom français                                      | Nom local                                    | Remarques                                                              |
| ------------ | ------------------------------------------------- | -------------------------------------------- | ---------------------------------------------------------------------- |
| 1er janvier  | Nouvel An                                         | Ano Novo                                     |                                                                        |
| 4 janvier    | Jours des martyrs de la répression coloniale      | Dia dos mártires da repressão colonial       |                                                                        |
| 25 janvier   | Jour de Luanda                                    | Dia de Luanda                                | Seulement à Luanda                                                     |
| 4 février    | Début de la lutte armée                           | Início da luta armada                        |                                                                        |
| 8 mars       | Jour de la Femme africaine                        | Dia da Mulher africana                       |                                                                        |
| 27 mars      | Fête de la Victoire                               | Festa da Vitória                             |                                                                        |
| 4 avril      | Jour de la paix et de la réconciliation nationale | Dia da Paz e da Reconciliação Nacional       |                                                                        |
|              | Vendredi saint                                    | Sexta-feira Santa                            |                                                                        |
| 1er mai      | Fête du Travail                                   | Dia do Trabalho                              |                                                                        |
| 25 mai       | Fête de l'Afrique                                 | Dia de África                                | Le jour de la fondation en 1963 de l'Organisation de l'unité africaine |
| 1er juin     | Fête des Enfants                                  | Dia das Crianças                             |                                                                        |
| 17 septembre | Anniversaire du Président Neto                    | Aniversário do nascimento do Presidente Neto | Agostinho Neto est le fondateur de la république d'Angola              |
| 2 novembre   | Jour des Morts                                    | Festa de Finados                             |                                                                        |
| 11 novembre  | Fête de l'Indépendance                            | Dia da Independência                         | Fête nationale                                                         |
| 25 décembre  | Noël                                              | Natal                                        |                                                                        |

Lorsqu'un jour férié tombe un dimanche, le lundi suivant est chômé.

## Sport

### Football
L'équipe d'Angola de football (EAF) se qualifie pour la première fois de son histoire pour les phases finales de la Coupe du monde en 2006 en Allemagne. Elle est éliminée dès le premier tour, après un match serré contre le Portugal (défaite 0-1) et deux matchs nuls contre le Mexique (0-0) et l'Iran (1-1). Le lundi 4 septembre 2006, l'Angola est désigné pour organiser la Coupe d'Afrique des nations de football en 2010.

### Basketball
Le basket-ball est un sport très pratiqué en Angola. L'équipe nationale masculine est la plus titrée de toutes les équipes africaines, ayant remporté à 11 reprises le Championnat d'Afrique et s'étant retrouvée sur le podium de 1983 à 2015 sans discontinuer. Du côté féminin, l'équipe nationale a remporté deux titres continentaux et 5 médailles de bronze.

### Hockey
Du 20 au 28 septembre 2013, l'Angola organise la 41e édition du championnat du monde de rink hockey à Luanda et Namibe.

### Handball
Du 28 novembre au 7 décembre 2016, l'Angola organise la CAN 2016 de handball féminin à Luanda où l'équipe d'Angola, onze fois vainqueur de l'épreuve et organisateur, est l'un des pays favoris à la victoire finale.

### Filmographie
- Angola, Saudades From the One Who Loves You, film documentaire angolais de Richard Pakleppa, 2005, 66 min
- Angola, le bonheur est dans le train, film documentaire français de Adama Ulrich, 2009, 52 min
- A Única Mulher série portugaise qui se passe pour partie en Angola